# Psilocladinae
Psilocladinae zijn een onderfamilie van kevers uit de familie van de glimwormen (Lampyridae).

## Taxonomie
De volgende taxa zijn bij de onderfamilie ingedeeld:
- Geslacht Cyphonocerus Kiesenwetter, 1879[2]